# ዸ
Cette page contient des caractères éthiopiques. En cas de problème, consultez Aide:Unicode ou testez votre navigateur.
ዸ (« dʼä ») est un caractère utilisé dans l'alphasyllabaire éthiopien comme symbole de base pour représenter les syllabes débutant par le son /dʼ/.

## Usage
L'écriture éthiopienne est un alphasyllabaire ou chaque symbole correspond à une combinaison consonne + voyelle, organisé sur un symbole de base correspondant à la consonne et modifié par la voyelle. ዸ correspond à la consonne « d’ » (ainsi qu'à la syllabe de base « d’ä »). Les différentes modifications du caractères sont les suivantes :
- ዸ : « d’ä »
- ዹ : « d’u »
- ዺ : « d’i »
- ዻ : « d’a »
- ዼ : « d’é »
- ዽ : « d’e »
- ዾ : « d’o »
- ዿ : « d’wa »

## Représentation informatique
- Dans la norme Unicode, les caractères sont représentés dans la table relative à l'éthiopien[1] :
  - ዸ : U+12F8, « syllabe éthiopienne ddä »
  - ዹ : U+12F9, « syllabe éthiopienne ddou »
  - ዺ : U+12FA, « syllabe éthiopienne ddi »
  - ዻ : U+12FB, « syllabe éthiopienne dda »
  - ዼ : U+12FC, « syllabe éthiopienne ddé »
  - ዽ : U+12FD, « syllabe éthiopienne dde »
  - ዾ : U+12FE, « syllabe éthiopienne ddo »
  - ዿ : U+12FF, « syllabe éthiopienne ddwa »